# San Rafael la Independencia
San Rafael la Independencia è un comune del Guatemala facente parte del dipartimento di Huehuetenango.